# Bell YOH-4
El Bell YOH-4 , también conocido como Bell YHO-4, fue un helicóptero de reconocimiento militar desarrollado y fabricado por la compañía estadounidense Bell Helicopter, para el programa Light Observation Helicopter del Ejército de los Estados Unidos. A pesar de que el YOH-4A no tuvo éxito en el programa, Bell lo empleó como base para el desarrollo del helicóptero civil Bell 206A JetRanger. En el año 1967, el Ejército estadounidense reabrió el programa, siendo seleccionado el modelo OH-58 Kiowa, un derivado del Bell 206.

## Desarrollo
El 14 de octubre de 1960, el Departamento de Defensa de los Estados Unidos hizo una petición formal a 25 fabricantes aeronáuticos para desarrollar el programa Light Observation Helicopter (LOH). Bell accedió a la petición, junto a otros 12 fabricantes, entre los que se encontraban Hiller Aircraft y Hughes Tool Co., Aircraft Division. En enero de 1961, Bell presentó el proyecto Design 250 (D-250), que se pasaría a denominar YHO-4.  El 19 de mayo de 1961, Bell, Hughes y Hiller fueron proclamados como los ganadores del concurso de diseño.
Bell fabricó cinco prototipos del D-250, como Model 206, en 1962, realizando el primero de los prototipos su primer vuelo el 8 de diciembre de 1962. Durante el mismo año, todas las aeronaves comenzaron a ser designadas de acuerdo al Sistema de Designación conjunta, por lo que los prototipos pasaron a denominarse como YOH-4A. A pesar de que el programa de vuelo fue exitoso, los cinco prototipos del YOH-4A fueron apodados con el mote de patito feo, en comparación con las otras aeronaves contendientes.  Después de numerosas pruebas de los prototipos de Bell, Hughes y Fairchild Hiller, el Hughes OH-6 acabó siendo proclamado vencedor del programa LOH en mayo de 1965.
Después de la derrota en la licitación del contrato militar, Bell intentó comercializar el YOH-4, aunque no tuvo éxito en el mercado. Tras una investigación de mercado, Bell descubrió que los clientes pensaban que el diseño del fuselaje era desagradable. Bell acabó rediseñando el fuselaje, cambiando la estructura original por un diseño más elegante y estético y reintroduciéndolo como el Bell 206A JetRanger.

## Variantes
D-250
Designación interna de la compañía para el diseño.
Model 206
Designación interna de la compañía para el YHO-4.
YHO-4
Variante equipada con un motor T63-A-5 de 250 shp, 5 unidades fabricadas y posteriormente redesignadas como YOH-4A.
YOH-4A
Redesignación del YHO-4.

## Operadores
Estados Unidos
- Ejército de los Estados Unidos: Cinco prototipos para su evaluación.[1]

### Desarrollos relacionados
- Bell 206
- OH-58 Kiowa

### Aeronaves similares
- Fairchild Hiller YOH-5
- OH-6 Cayuse

### Secuencias de designación
- Secuencia Numérica (interna de Bell): ← 201 - 204 - 205 - 206 - 207 - 208 - 210 →
- Secuencia HO-_ (Helicópteros de Observación del Ejército estadounidense, 1956-1962): HO-1 - HO-2 - HO-3 - HO-4 - HO-5 - HO-6
- Secuencia H-_ (Helicópteros estadounidenses, redesignación de 1962 usando números antiguos): H-1 (UH-1/N/Y, AH-1/J/T/W/Z) - H-2/G/Tomahawk - H-3 (SH-3, CH-3/HH-3) - H-4 - H-5 - H-6 (OH-6, AH-6, MH-6)

### Listas relacionadas
- Anexo:Aeronaves de la Fuerza Aérea de los Estados Unidos (históricas y actuales)